# چالش خدای شرور
چالش خدای شرور یک آزمایش فکری است که مطابق آن این پرسش مطرح می‌شود که چرا باید فرض خیرخواهی مطلق خدا، از فرض شر مطلق او محتمل‌تر باشد. برخی از سطح این چالش فراتر رفته و می‌گویند اگر این چالش پاسخ قانع‌کننده‌ای نداشته باشد، از اساس دلیلی هم برای پذیرش خیرخواهی خدا و اینکه او بتواند راهنمایی‌های اخلاقی برای بشر فراهم آورد وجود نخواهد داشت.

## تاریخچه
مقالاتی از استفن کان، پیتر میلیکان، ادوارد استین، کیرستوفر نیو، و چارلز دنیلز، ایدهٔ یک ضدخدا — خدای قادر و دانای مطلق، اما مطلقاً شرور — را مورد واکاوی قرار دادند. چالش خدای شرور به‌طور مبسوط و به چندین شکل توسط استیون لاو مطرح شده‌است.
در سال ۲۰۱۵ جان زانده به پشتیبانی از ایدهٔ خدای مطلقاً شرور پرداخت. او استدلال‌هایی در توجیه مسئلهٔ خیر مطرح کرد و بیان داشت که این استدلال‌ها به شواهدی غیرقابل چشم‌پوشی برای سرشت شرور خالق می‌انجامد. ایتیون لاو این اثر را یک توسعهٔ جذاب در الهیات خدای شرور دانسته‌است.

## چالش
چالش خدای شرور خواستار ارائهٔ توضیح برای فرض محتمل‌تر بودن وجود خدای قادر مطلق و خیر مطلق، نسبت به فرض وجود یک خدای قادر مطلق اما شر مطلق است. اکثر استدلال‌هایی که در مورد وجود خدا مطرح می‌شوند هیچ سرنخی در مورد شخصیت اخلاقی او به دست نمی‌دهند و به نظر می‌رسد که بتوان از همان استدلال‌ها برای اثبات وجود خدای شرور نیز استفاده کرد.

## نقدها
چندین نقد و پاسخ برای مسئلهٔ خدا شرور مطرح شده‌است. یک استدلال بر ضد خدای شرور این بوده‌است که وجود خیر در دنیا دلیلی برای رد نظریهٔ خدای شرور است.
ویلیام لین کریگ استدلال کرده‌است که یک خدای مطلقاً شرور جهانی می‌آفریند که در آن هیچ خوبی‌ای نباشد.
در پاسخ لاو بیان داشته‌است اگر قرار باشد وجود خیر را دلیلی برای رد خدای شرور در نظر بگیریم، آنگاه باید وجود شر را هم دلیلی برای رد خدای خیر بدانیم.
مکس اندروز در مخالفت با لاو، به این استدلال روی می‌آورد که شر وجود ندارد، بلکه مطابق تئودیسهٔ آگوستینی آنچه ما به عنوان شر می‌شناسیم نه وجودی مخالف خیر، که نبود خیر است. بر این اساس مقایسهٔ خدای شرور و خدای خیر به شکلی که در چالش بیان شده‌اند بی‌معنی است.
جان زانده در پاسخ به مخالفت اندروز تصویر اندروز از حداکثر شر مطلق را رد می‌کند.